# Lockwisch
Lockwisch è una frazione della città tedesca di Schönberg.

## Storia
Il 1º gennaio 2019 il comune di Lockwisch venne aggregato alla città di Schönberg.